# The Plant
«Рослина» (англ. The Plant) — незакінчений серійний роман жахів американського письменника Стівена Кінга, опублікований в 1982-1985 роках; у 2000 році вийшов як електронна книга. Історія, розказана в епістолярній формі, повністю складається з листів, заміток і листувань. У ній розповідається про редактора дешевого видавництва, який отримує рукопис від людини, що схожий на психа. Рукопис був про магію, але він також містив фотографії, які здалися дуже реальними. Редактор відхилив рукопис автора, але через фотографії, повідомив у поліцію, де живе автор. Це роздратувало автора, і він вислав таємничу рослину в редакцію.

## Історія
Кінг написав кілька частин історії під тією ж назвою і порозсилав їх, як брошуру своїм друзями,  замість Новорічних листівок в 1982, 1983 і 1985 роках. "Фільтрум Прес"  опублікувало лише три окремих випуски книги, перш ніж історію відхилили від друку, а оригінальні видання, колекціонери гаряче хотіли роздобути як предмет своєї колекції.
У 2000 році Кінг видав повість "Верхи на кулі" через Інтернет, і першим у світі створив, масовий ринок електронної книги. Однак, були технічні проблеми із завантаженням, і зрештою хакери зламали шифрування. У тому ж році, Кінг опублікував "Рослину" безпосередньо через свій вебсайт, у незашифрованому вигляді і окремим випуском. Люди могли платити один долар за кожен випуск з допомогою системи-довіри. Проте, Кінг сказав, що він не буде продовжувати проєкт, якщо кількість читачів, що платять впаде нижче 75%. Він розглядав нову публікацію як одну з експериментальних форм розповсюдження своєї книги. В той час, він написав на своєму сайті, "Мої друзі, ми маємо шанс стати найгіршим кошмаром для видавництва Big Publishing".
Книга отримала бажаних 75% і навіть більше, після першого її випуску, але після другого впала до 70%. З третього випуску, число продажу назад зросло до 75%. Після шостого випуску "Рослини" всі говорили, що Кінг похизувався, що він заробив близько півмільйона доларів завдяки продажу його експериментальної електронної книги.
Остання публікація книги відбулась 18 грудня 2000 року. Книга й досі не завершена. Зараз оригінали публікацій безплатно доступні на офіційному сайті Стівена Кінга.

## Історія публікацій
| Оригінал брошури                     | Публікації електронної книги       |
| ------------------------------------ | ---------------------------------- |
| Частина перша (листопад 1982 року)   | Перший випуск (липень 2000 року)   |
| Частина перша (листопад 1982 року)   | Другий випуск (серпень 2000 року)  |
| Частина друга (листопад 1983 року)   |                                    |
| Третій випуск (вересень 2000 року)   |                                    |
| Частина третя (листопад 1985 року)   |                                    |
| Четвертий випуск (жовтень 2000 року) |                                    |
|                                      | П'ятий випуск (листопад 2000 року) |
| Шостий випуск (грудень 2000 року)    |                                    |